# Liste d'élections en 1822
Chronologie des élections
- 1818
- 1819
- 1820
- 1821
- 1822
- 1823
- 1824
- 1825
- 1826

Cet article recense les élections organisées durant l'année 1822.

Dans les années 1820, seuls le Royaume-Uni, les États-Unis, la France, la Norvège, l'Espagne (brièvement) et le Portugal procèdent à des élections nationales. Tous appliquent le suffrage censitaire masculin, à l'exception de l'Espagne et du Portugal qui appliquent le suffrage universel masculin. 

## Élections nationales en 1822
| Date                            | État       | Élection ou référendum                    | Contexte | Résultat |
| ------------------------------- | ---------- | ----------------------------------------- | --- | --- |
| 24 février                      | Mexique    | Nationales (es)                           | | Cette section est vide, insuffisamment détaillée ou incomplète. Votre aide est la bienvenue ! Comment faire ? |
| mai                             | Chili      | Convention préparatoire (es)              | | Cette section est vide, insuffisamment détaillée ou incomplète. Votre aide est la bienvenue ! Comment faire ? |
| 22 novembre                     | Portugal   | Législatives (en)                         | Inspirée par les événements en Espagne, la Révolution libérale portugaise en 1820 a introduit une Constitution démocratique. Les élections se déroulent au suffrage universel masculin et à bulletin secret.                                                           | Il n'existe pas encore de partis politiques ; les élus siègent sans étiquette. |
| octobre - décembre              | Espagne    | Générales (en)                            | Les militaires libéraux ont imposé en 1820 au roi Ferdinand VII de renoncer à l'absolutisme. C'est la période du « Triennat libéral », de gouvernement progressiste et démocratique (1820-1823). Les élections aux Cortès se déroulent au suffrage universel masculin. | Il n'existe pas formellement de partis politiques, mais la majorité des élus sont des libéraux. En 1823, toutefois, la France mène avec succès une campagne militaire pour rétablir l'autorité de Ferdinand VII, et met fin à ce gouvernement libéral. C'est la « Décennie abominable » (1823-1833), marquée par une violente répression contre les libéraux. |
| 1er juillet 1822 - 14 août 1823 | États-Unis | Législatives (chambre (en) et sénat (en)) | | Voir l'article : Liste d'élections en 1823. |